# Desa Wanggameti
Desa Wanggameti är en administrativ by i Indonesien.   Den ligger i provinsen Nusa Tenggara Timur, i den södra delen av landet, 1 500 km öster om huvudstaden Jakarta. Desa Wanggameti ligger på ön Pulau Sumba.